# Эйткен, Нил
Нил Эйткен (англ. Neil Aitken; род. 21 апреля 1974, Ванкувер) — канадский поэт и переводчик.
Сын канадца и китаянки с Тайваня, познакомившихся во время обучения в университете на Гавайях. Провёл детство в Саудовской Аравии, где преподавал его отец, и на Тайване у родственников матери, затем семья вернулась в Канаду и обосновалась в Реджайне. Окончил Университет Бригама Янга со специализацией по компьютерным наукам, провёл два года на Тайване как христианский миссионер, в течение пяти лет работал программистом в индустрии компьютерных игр. В 2004 году ушёл с работы, чтобы получить второе образование в сфере литературы. В 2004—2015 гг. учился в Лос-Анджелесе, получив в конце концов PhD по литературному творчеству в Университете Южной Калифорнии; после этого вернулся в Реджайну.
Дебютировал в 2007 году книгой стихов «Потерянная страна зрения» (англ. The Lost Country of Sight), удостоенной премии имени Филипа Ливайна. В 2016 году выпустил второй сборник стихов, «Сон Бэббиджа» (англ. Babbage’s Dream), — многие стихотворения Эйткена связаны с его предшествующими занятиями программированием. Опубликовал также ряд переводов современной китайской поэзии на английский язык. Основатель и главный редактор сетевого журнала Boxcar Poetry Review; среди других литературных проектов Эйткена в Интернете — проект De-Canon, нацеленный на пересоздание канона североамериканской литературы с участием небелых авторов.